# Charles Lecomte
Pour les articles homonymes, voir Lecomte.

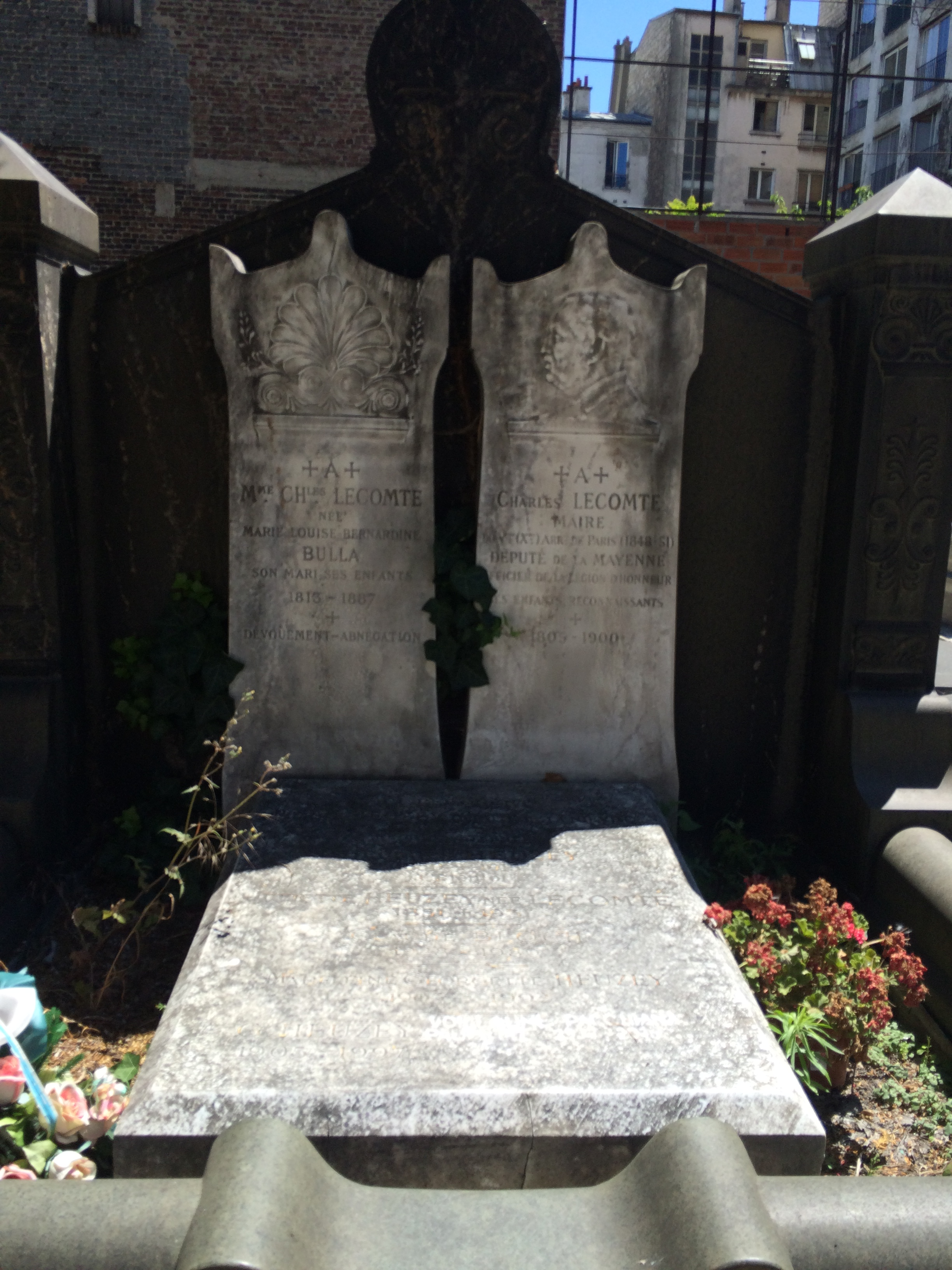
Sépulture de Charles Lecomte au cimetière d'Auteuil (div. 7) à Paris.

Charles Lecomte, né le 31 juillet 1805 à Laval et mort le 5 août 1900 à Auteuil, est un industriel et homme politique français. Il est maire du 5e arrondissement de Paris de 1848 à 1851, député de la Mayenne de 1876 à 1877, puis de 1878 à 1885, administrateur de la Caisse d'épargne de Paris et chevalier de la Légion d'honneur.

## Biographie
Il est issu d'une famille modeste de lainiers lavallois, de Guillaume Lecomte et Julienne Duchemin. Ambitieux, mais sans capital, il entre à 17 ans dans une maison parisienne de soieries. Au bout de 6 années, avec une bonne connaissance des échanges commerciaux, il aborde sa carrière industrielle auprès d'une manufacture de tulles. En 3 ans, il en devient le principal employé, mais sa fortune est encore insuffisante pour créer son entreprise, et l'association que lui propose son patron ne le tente pas.
Grâce à ses relations commerciales et au savoir-faire industriel qu'il a acquis, il réunit cependant les fonds nécessaire à l'ouverture de son usine de Saint-Pierre-lès-Calais. Cette première réussite l'incite à revenir à Laval, où il fait construire à Avesnières près de Laval, un établissement important de tissage mécanique pour laines et cotons.
Industriel et manufacturier, il est nommé après la révolution française de 1848, maire du 5e arrondissement de Paris. Il sauve la vie au général Lamoricière durant les journées de juin 1848. Organisateur de la lutte contre l'épidémie parisienne de choléra en 1849, il se forge une réputation méritée de philanthrope. Au coup d'État du 2 décembre 1851, il n'est donc pas inquiété, mais se retire de la politique en démissionnant de son mandat. Il se retire de la politique jusqu'en 1876 après avoir vendu ses affaires parisiennes, et être rentré s'installer à Laval.
Il revient dans la vie politique de la 2e circonscription de Laval aux Élections législatives de 1876. Choisi comme candidat républicain, il est opposé à Édouard Vilfeu, et l'emporte au premier tour dans son bastion industriel avec la majorité absolue dans 4 cantons sur 5. Il siège comme la plupart des Républicains de la Mayenne au centre gauche et, fait partie des « 363 » lors de la Crise du 16 mai 1877.
Il échoue aux Élections législatives de 1877, contre Eugène Bernard-Dutreil, candidat officiel. C'est une surprise. Sa défaite est si stupéfiante que la procédure d'invalidation de Bernard-Dutreil est engagée. À la suite de l'invalidation de son concurrent, il est réélu en 1878 et reprend sa place dans la gauche républicaine. Réélu aux Élections législatives de 1881, il est partisan des ministères de Léon Gambetta et Jules Ferry. Il échoue aux Élections législatives de 1885 sur la liste républicaine modérée de la Mayenne, du fait du système de scrutin de liste. Il échoue aux Élections cantonales de 1886, puis aux Élections sénatoriales de 1888.
À nouveau candidat, le 16 mai 1892 contre Georges Gamard, il est encore une fois battu. La campagne s'est déroulée dans une atmosphère délétère, les conservateurs entretenant la rumeur de sa mort, tout en achetant un certain nombre de voix populaires.
Ses petits-fils Louis, Pierre, et Charles Heuzey sont aussi députés.

## Sources partielles
- « Charles Lecomte », dans Adolphe Robert et Gaston Cougny, Dictionnaire des parlementaires français, Edgar Bourloton, 1889-1891 [détail de l’édition]
- Archives de la Mayenne, 3 M 478-480
- L'Avenir de la Mayenne, 1900, N°32
- Le Panthéon de l'industrie, revue hebdomadaire illustrée des expositions et concours, Paris, 3 août 1879.